# Marius Ostaficiuc
Marius-Eugen Ostaficiuc (n. 17 decembrie 1977, Iași, România) este un deputat român, ales în 2020 din partea PSD. 